# Университет Прованса
Университет Прованса Экс-Марсель I (фр. Université de Provence - Aix-Marseille I) — один из четырёх французских университетов, относящихся к Академии Экс-Марсель. Факультет наук расположен в Марселе, филологический и гуманитарные факультеты находятся в Экс-ан-Провансе. В 2012 году вошёл в состав Университета Экс-Марсель.